# Андреа Ранокия
Андреа Ранокия (на италиански: Andrea Ranocchia) е италиански футболист, национал. От 2010 г. е собственост на ФК Интер.